# Niemiecka Formuła 3
| Niemiecka Formuła 3 | Niemiecka Formuła 3 |
| ------------------- | ------------------- |
| Kategoria           | Wyścigi samochodowe |
| Region              | Niemcy              |
| Kierowców           | 45                  |
| Zespołów            | 22                  |
| Pierwszy sezon      | 1950                |
| Ostatni sezon       | 2014                |
| Nadwozia            | Dallara             |
| Silniki             | Volkswagen          |
| Opony               | Yokohama            |
| Mistrz kierowców    | Markus Pommer       |
| Mistrz zespołów     | Lotus               |

Niemiecka Formuła 3 (ang. German F3) – narodowa seria wyścigowa Niemiec, o otwartym nadwoziu. Był trzecim z kolei najdłużej istniejącym serialem F3, zainaugurowanym w 1975 roku. Triumfowało w niej wielu przyszłych kierowców F1, m.in. statystycznie najlepszy kierowca w historii- Michael Schumacher. W 2003 roku seria znacznie straciła jednak na swej popularności, czego głównym powodem było utworzenie przez Niemiecką i Francuską Federację Samochodową Europejskiej Formuły 3. Pierwotnie miała ona zostać zlikwidowana (tak jak jej francuski odpowiednik), jednakże za sprawą dużych sponsorów, ostatecznie postanowiono ją utrzymać. Odtąd jej oficjalna nazwa brzmi – „ATS Formel F3 Cup”. W 2014 roku ogłoszono początkowo połączenie z Brytyjską Formułą 3, jednak ostatecznie ogłoszono zawieszenie działalności serii.

## Mistrzowie
| Rok  | Kierowca                       | Narodowość      | Zespół                         | Konstruktor                               | Silnik         |
| ---- | ------------------------------ | --------------- | ------------------------------ | ----------------------------------------- | -------------- |
| 1950 | Toni Kreuzer                   | Niemcy          | prywatny                       | Cooper T11                                | JAP            |
| 1951 | Walter Komossa                 | Niemcy          | prywatny                       | Scampolo 502                              | BMW            |
| 1952 | Hellmut Deutz                  | Niemcy          | prywatny                       | Scampolo 501, Scampolo 502                | DKW, Norton    |
| 1953 | Adolf Lang                     | Niemcy          | prywatny                       | Cooper T15                                | JAP            |
| 1960 | Gerhard Mitter                 | Niemcy          | Autohaus Mitter                | Mitter 60, Lotus 18                       | DKW            |
| 1961 | Kurt Ahrens jr.                | Niemcy          | prywatny                       | Cooper T52                                | Fiat           |
| 1962 | Kurt Ahrens jr. Gerhard Mitter | Niemcy · Niemcy | prywatny Autohaus Mitter       | Cooper T52, Cooper T59 Lotus 18, Lotus 22 | Fiat, Ford DKW |
| 1963 | Kurt Ahrens jr.                | Niemcy          | prywatny                       | Cooper T67                                | Ford           |
| 1971 | Manfred Mohr                   | Niemcy          | prywatny                       | Lotus 69                                  | Ford           |
| 1972 | Willi Sommer                   | Niemcy          | Reifag Racing Team             | March 723                                 | Ford           |
| 1973 | Willi Deutsch                  | Niemcy          | prywatny                       | March 733                                 | Ford           |
| 1974 | Giorgio Francia                | Włochy          | Scuderia Mirabella Millemiglia | March 743                                 | Toyota         |
| 1975 | Ernst Maring                   | Niemcy          | Maring Motorsport              | Maco 375                                  | Toyota         |
| 1976 | Bertram Schäfer                | Niemcy          | Bertrand Schäfer Racing        | Ralt RT1                                  | BMW            |
| 1977 | Peter Scharmann                | Niemcy          | Team Obermoser Jörg            | Toj F302                                  | Toyota         |
| 1978 | Bertram Schäfer                | Niemcy          | Bertrand Schäfer Racing        | Ralt RT1                                  | BMW, Toyota    |
| 1979 | Michael Korten                 | Niemcy          | Korten Motorsport              | March 793                                 | Toyota         |
| 1980 | Frank Jelinski                 | Niemcy          | Bertrand Schäfer Racing        | Ralt RT3                                  | Toyota         |
| 1981 | Frank Jelinski                 | Niemcy          | Bertrand Schäfer Racing        | Ralt RT3                                  | Toyota         |
| 1982 | John Nielsen                   | Dania           | Volkswagen Motorsport          | Ralt RT3                                  | Volkswagen     |
| 1983 | Franz Konrad                   | Austria         | Konrad Racing                  | Anson SA4                                 | Toyota         |
| 1984 | Kurt Thiim                     | Dania           | Bongers Motorsport             | Ralt RT3                                  | Alfa Romeo     |
| 1985 | Volker Weidler                 | Niemcy          | J. Kaufmann Racing             | Martini MK45                              | Volkswagen     |
| 1986 | Kris Nissen                    | Dania           | Bertrand Schäfer Racing        | Ralt RT30                                 | Volkswagen     |
| 1987 | Bernd Schneider                | Niemcy          | Schübel Rennsport Int.         | Dallara F387                              | Volkswagen     |
| 1988 | Joachim Winkelhock             | Niemcy          | WTS Racing                     | Reynard 883                               | Volkswagen     |
| 1989 | Karl Wendlinger                | Austria         | RSM Marko                      | Ralt RT33                                 | Alfa Romeo     |
| 1990 | Michael Schumacher             | Niemcy          | WTS Racing                     | Reynard 903                               | Volkswagen     |
| 1991 | Tom Kristensen                 | Dania           | Bertrand Schäfer Racing        | Ralt RT35                                 | Volkswagen     |
| 1992 | Pedro Lamy                     | Portugalia      | WTS Racing                     | Reynard 923                               | Opel           |
| 1993 | Jos Verstappen                 | Holandia        | WTS Racing                     | Dallara F393                              | Opel           |
| 1994 | Jörg Müller                    | Niemcy          | RSM Marko                      | Dallara F394                              | Opel           |
| 1995 | Norberto Fontana               | Argentyna       | KMS Motorsport                 | Dallara F395                              | Opel           |
| 1996 | Jarno Trulli                   | Włochy          | Opel Team KMS Benetton         | Dallara F396                              | Opel           |
| 1997 | Nick Heidfeld                  | Niemcy          | Opel Team BSR                  | Dallara F397                              | Opel           |
| 1998 | Bas Leinders                   | Belgia          | Van Amersfoort Racing          | Dallara F398                              | Opel           |
| 1999 | Christijan Albers              | Holandia        | Opel Team BSR                  | Dallara F398                              | Opel           |
| 2000 | Giorgio Pantano                | Włochy          | Opel Team KMS                  | Dallara F300                              | Opel           |
| 2001 | Toshihiro Kaneishi             | Japonia         | Opel Team BSR                  | Dallara F301                              | Opel           |
| 2002 | Gary Paffett                   | Wielka Brytania | Team Rosberg                   | Dallara F302                              | Opel           |
| 2003 | João Paulo de Oliveira         | Brazylia        | JB Motorsport                  | Dallara F302                              | Opel-Spiess    |
| 2004 | Bastian Kolmsee                | Niemcy          | HS Technik                     | Dallara F302                              | Opel-Spiess    |
| 2005 | Peter Elkmann                  | Niemcy          | Jo Zeller Racing               | Dallara F304                              | Opel-Spiess    |
| 2006 | Ho-Pin Tung                    | Chiny           | JB Motorsport                  | Lola B06/30                               | Opel           |
| 2007 | Carlo van Dam                  | Holandia        | Van Amersfoort Racing          | Dallara F306                              | OPC Challenge  |
| 2008 | Frédéric Vervisch              | Belgia          | Swiss Racing Team              | Dallara F307                              | OPC Challenge  |
| 2009 | Laurens Vanthoor               | Belgia          | Van Amersfoort Racing          | Dallara F307                              | Volkswagen     |
| 2010 | Tom Dillmann                   | Francja         | HS Technik                     | Dallara F307                              | Volkswagen     |
| 2011 | Richie Stanaway                | Nowa Zelandia   | Van Amersfoort Racing          | Dallara F307                              | Volkswagen     |
| 2012 | Jimmy Eriksson                 | Szwecja         | Lotus                          | Dallara F307                              | Volkswagen     |
| 2013 | Marvin Kirchhöfer              | Niemcy          | Lotus                          | Dallara F307                              | Volkswagen     |
| 2014 | Markus Pommer                  | Niemcy          | Lotus                          | Dallara F308                              | Volkswagen     |